# Magyar Döntvénytár
A Magyar Döntvénytár egy 20. század eleji magyar jogi könyvsorozat. A Grecsák Károly szerkesztésében és Politzer Zsigmond kiadásában Budapesten 1904 és 1907 között megjelent kötetek a következők voltak:
- I. kötet. Teljes ülési határozatok. A m. kir. Curiának polgári és büntetőügyekben hozott teljes ülési döntvényei, a jogegység megóvása érdekében hozott határozatai, továbbá a kir. ítélőtábláknak polgári és büntető ügyekben hozott teljes ülési döntvényei és a határozattárba felvett határozatai, valamint a m. kir. közigazgatási bíróságnak teljes ülési döntvényei. Összeállította Grecsák Károly. (XII, 900 l.) 1904.
- II. kötet. Váltó- és csődügyekben hozott felsőbírósági határozatok a törvény teljes szövegével. A magy. kir. curiának és a kir. ítélőtábláknak elvi jelentőségű határozatai a váltótörvény-, a váltóeljárás- és a csődtörvényhez. A törvény szakaszai sorrendjében, betűsoros tárgymutatóval összeállította Grecsák Károly. (VIII, 887 l.) 1904.
- III. kötet. A végrehajtási és az örökösödési eljárás, a bírói felelősség, az ügyvédi rendtartás és a közjegyzőkről szóló törvényhez hozott felsőbírósági határozatok, a curiának és a kir. ítélőtáblák és más itélőhatóságoknak elvi jelentőségű határozatai a végrehajtási törvényhez a törvény szakaszai sorrendjében, betűrendes tárgymutatóval összeállították dr. Lallossevits János és dr. Tatics Péter. Az örökösödési eljárás, a bírói felelősség, az ügyvédi rendtartás és a kir. közjegyzőkről szóló törvényhez összeállította Grecsák Károly. (VI, 490 l.) 1904.
- IV. kötet. A polg. perrendtartáshoz és a sommás eljáráshoz hozott felsőbírósági határozatok. A törvények szakaszai sorrendjében, tárgymutatóval összeállította Gottl Ágost. (VI. 816 l.) 1905. Vászonba Kötve.
- V. kötet. A választási bíráskodás és a választási jog tárgyában, közigazgatási, adó- és illetékügyekben hozott felsőbírósági határozatok. Összeállították Tetétleni Ármin, Grecsák Károly és Harmos Gábor. (VI 694 l.) 1905.
- VI. kötet. A magy. büntetőtörvényekhez, a büntető perrendtatás és a sajtótörvényhez hozott felsőbírósági határozatok. A m. kir. Curiának, a kir. itélőtáblának és más itélőhatóságoknak elvi jelentőségű határozatai. A törvények szakaszai sorrendjében betűrendes tárgymutatóval összeállította Németh Péter. (807 l.) 1905.
- VII. kötet. A személyjog, családjog, házassági törvény és az öröklési jogra vonatk. felsőbírósági határozatok. A kir. Curiának, a kir. itélőtáblának és más itélőhatóságoknak elvi jelentőségű határozatai. Összeállították Zachár Emil, dr. Staud Lajos, dr. Lallossevits János, dr. Tatics Péter és dr. Zachár Gyula. (VIII és 711 l.) 1905.
- VIII. kötet. A dologi jog, bányajog, telekkönyv és a kötelmi jogra vonatk. felsőbírósági határozatok. Összeállították Zachár Emil, Karsa László, Will László, Zachár Gyula. (VI, 1169 l.) 1906.
- IX. köt. A keresked., ipar-, szabadalmi törvény és a keresked. eljárásra vonatkozó felsőbírósági határozatok. Összeállította Grecsák Károly. (VIII, 856 l.) 1906.
- X. kötet. szerkeszti u. a. (X, 536 l.) 1907. Grill K. kkv. Vászonba kötve.

Ennél a kötetnél a sorozat egyesült a Grill-féle Döntvénytárral és a folytatólagos kötetek szövege azonos a Grill-féle kiadás köteteivel.